# Weltraumgesetz
Das österreichische Weltraumgesetz ist ein Bundesgesetz, das am 6. Dezember 2011 im Nationalrat beschlossen wurde. Am 15. Dezember 2011 passierte es den Bundesrat. Es bildet zusammen mit der Weltraumverordnung die innerstaatliche gesetzliche Grundlage für die Erfüllung der völkerrechtlichen Verpflichtungen aus den Weltraumverträgen. 

## Anwendungsbereich
§ 1. (1) Dieses Bundesgesetz ist auf Weltraumaktivitäten anzuwenden, die
1. auf österreichischem Staatsgebiet,
2. auf in Österreich registrierten Schiffen oder Flugzeugen oder
3. von einem Betreiber, der österreichischer Staatsbürger oder eine juristische Person mit Sitz im Inland ist,

durchgeführt werden.

(2) Auf privatrechtliche Ansprüche ist dieses Bundesgesetz nur anzuwenden, wenn nach den Regeln des internationalen Privatrechts österreichisches Recht maßgebend ist.

## Haftungsfragen
Mit dem Weltraumgesetz soll unter anderem vermieden werden, dass es durch österreichische Weltraumgegenstände unkontrolliert zu Schadens- und damit verbundenen Haftungsfällen kommt.
Natürliche oder juristische Person, die Weltraumaktivitäten durchführen, müssen daher dem Bundesministerium für Verkehr, Innovation und Technologie zur Deckung ihrer Haftpflicht für Personen- oder Sachschäden den Abschluss einer Haftpflichtversicherung über eine Mindestversicherungssumme in Höhe von 60 Mio. Euro je Versicherungsfall nachweisen (§ 4 Abs. 4 Weltraumgesetz). Ausnahmsweise kann das Ministerium für Weltraumaktivitäten, die der Wissenschaft, Forschung oder Ausbildung dienen, eine niedrigere Versicherungssumme festsetzen oder den Betreiber gänzlich von der Versicherungspflicht befreien. 
Hat die Republik Österreich auf Grund von völkerrechtlichen Vereinbarungen wie dem Übereinkommen über die völkerrechtliche Haftung für Schäden durch Weltraumgegenstände einem Geschädigten durch eine Weltraumaktivität verursachte Schäden ersetzt, so steht dem Bund ein Rückgriffsrecht gegen den Betreiber zu (§ 11 Weltraumgesetz).

## Weltraumregister
§§ 9 und 10 befassen sich mit der Umsetzung des Weltraumregistrierungsübereinkommens.
§ 9.
(1) Die Bundesministerin/Der Bundesminister für Verkehr, Innovation und Technologie führt ein Register für Weltraumgegenstände.
(2) In dieses Register sind Weltraumgegenstände einzutragen, für die Österreich nach Art. I des Übereinkommens über die Registrierung von in den Weltraum gestarteten Gegenständen, BGBl. Nr. 163/1980, als Startstaat angesehen wird.
(3) Kommen auch andere Staaten neben Österreich als Startstaat in Betracht, ist für die Registrierung in Österreich die entsprechende Übereinkunft nach Art. II Abs. 2 des Übereinkommens über die Registrierung von in den Weltraum gestarteten Gegenständen ausschlaggebend.
(4) Ein in dieses Register einzutragender Weltraumgegenstand und sein gesamtes Personal unterliegen während seiner Anwesenheit im Weltraum oder auf einem Himmelskörper der Jurisdiktion und Kontrolle Österreichs.
§ 10.
(1) In das Register sind folgende Informationen einzutragen:
1. Name des Startstaates oder der Startstaaten;
2. eine geeignete Bezeichnung des Weltraumgegenstandes, seine Registernummer und seine ITU-Bezeichnung;
3. Datum und Hoheitsgebiet oder Ort des Startes;
4. grundlegende Parameter der Umlaufbahn, einschließlich

a) Umlaufzeit,

b) Bahnneigung,

c) maximale Erdferne (Apogäum),

d) minimale Erdferne (Perigäum);

5. allgemeine Funktion des Weltraumgegenstandes;

6. Hersteller des Weltraumgegenstandes;

7. Eigentümer und Betreiber des Weltraumgegenstandes;

8. weitere Informationen, die die Bundesministerin/der Bundesminister für Verkehr, Innovation und Technologie festlegen kann, soweit dies nach dem Stand der Technik, aufgrund völkerrechtlicher Verpflichtungen oder einschlägiger Beschlüsse internationaler Organisationen notwendig ist.
(2) Der Betreiber hat der Bundesministerin/dem Bundesminister für Verkehr, Innovation und Technologie die Informationen nach Abs. 1 unverzüglich nach dem Start des Weltraumgegenstandes zu übermitteln.
(3) Ebenso hat der Betreiber alle Änderungen in Bezug auf die Informationen nach Abs. 1 unverzüglich zu übermitteln.
(4) Die Informationen nach Abs. 1 Z 1 bis 5 sind von der Bundesministerin/dem Bundesminister für Verkehr, Innovation und Technologie im Wege der Bundesministerin/des Bundesministers für europäische und internationale Angelegenheiten dem Generalsekretär der Vereinten Nationen zu übermitteln. Dies gilt sinngemäß für Informationen nach Abs. 3.
Die Republik Österreich ist Startstaat für die österreichischen Kleinsatelliten TUGSAT-1 und UNIBRITE.